# Ełk
Ełk és una ciutat del nord-est de Polònia. El 1999 va passar a formar part del voivodat de Vàrmia i Masúria, fins aleshores pertanyia al voivodat de Suwałki.
La ciutat es troba a la vora del llac Ełk, envoltada de boscs, en la zona de Masúria.

## Història

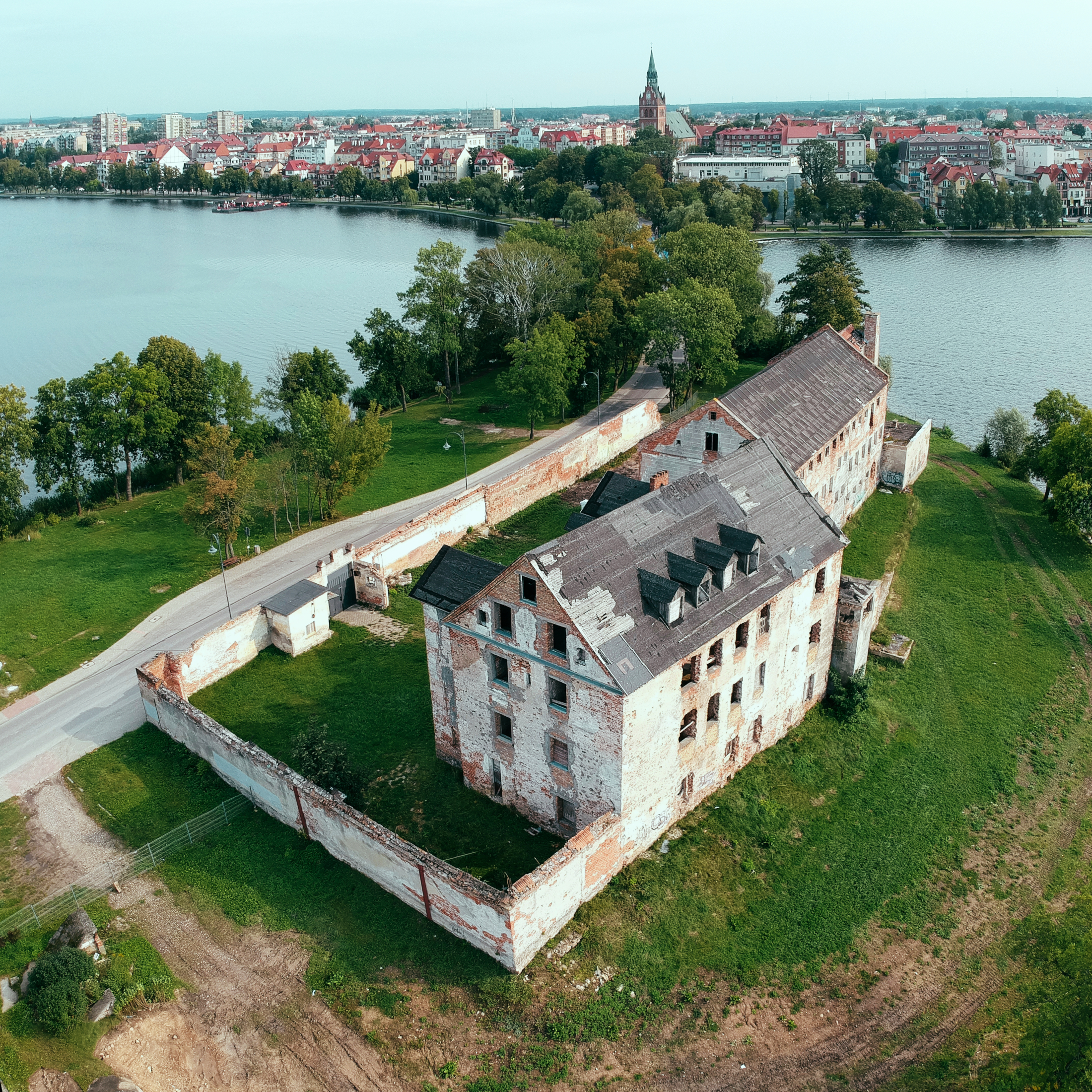
Vell castell d'Ełk.

El 1283 l'últim sudovià líder prussià, Skomand, capitulà als cavallers teutònics a la zona de Lyck. Després del 1323, la part nord de la regió fou administrada pel Komtur de Brandenburg. Com a antic assentament prussià la ciutat fou per primer cop documentada el 1398 com una construcció dels cavallers teutònics. El nom en alemany de la ciutat, Lyck, deriva de l'antic nom prussià, Luks. Va rebre els furs alemanys el 1445.
El 1831 unes 300 persones, el 10% de la població d'aleshores, va morir del còlera, el 1837 unes altres 80 i el 1852 333 més.
Abans de la Primera Guerra Mundial, Lyck tenia 13.000 habitants. Molts ciutadans van fugir durant la guerra, quan les tropes de l'Imperi Rus atacaren, però tornaren després de les batalles de Tannenberg i dels llacs de Masúria. Tropes de britànics i italians foren enviades a la ciutat després del Tractat de Versalles per supervisar el plebiscit de Prússia Oriental, que va obtenir 8.339 vots a favor de la República de Weimar (Alemanya) i 8 a favor de la Segona República Polonesa a Lyck. La ciutat fou reconstruïda després d'haver patit greus desperfectes a causa de l'atac rus.

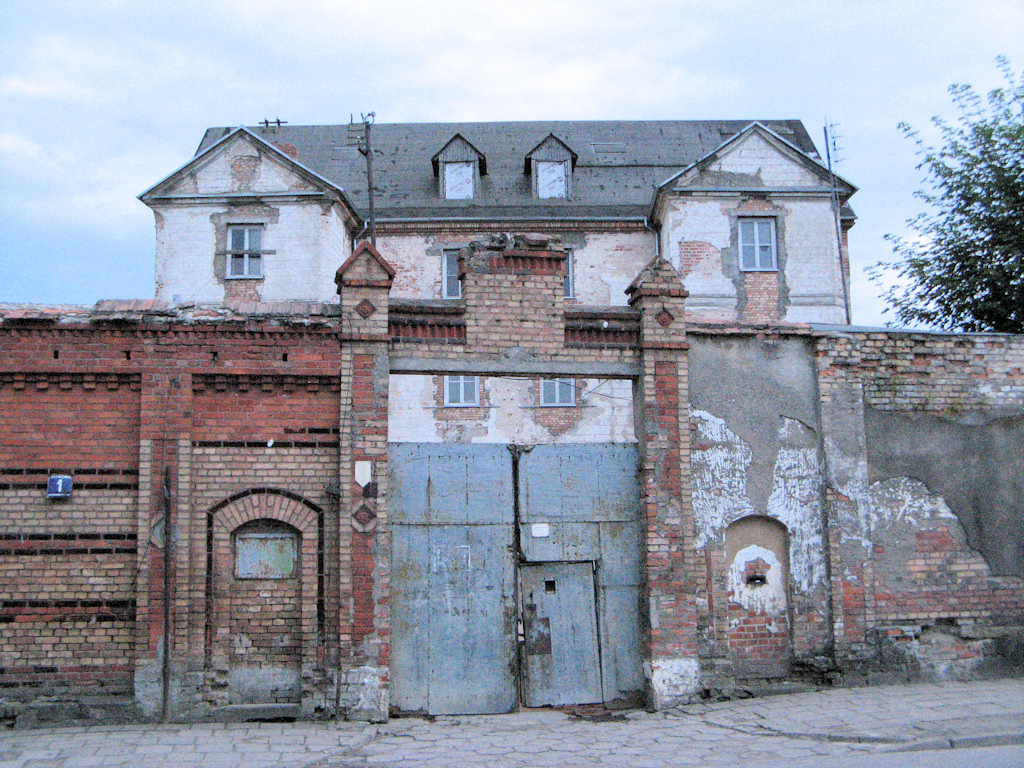
Ruïnes de la guerra.

Lyck fou de nou afectada durant els bombardejos de la Segona Guerra Mundial i fou presa per la Unió Soviètica el 1945. El comtat de Lyck tenia 53.000 habitants quan l'Exèrcit Roig entrà a la ciutat el gener del 1945. El control de la ciutat passà a l'administració polonesa l'abril del 1945 i des d'aleshores és part de Polònia. Fou reconstruïda i batejada amb el nom d'Ełk (abans del 1939 els noms polonesos per anomenar la ciutat eren Łęg i Łęk). Només uns pocs alemanys van poder tornar a instal·lar-se a la ciutat, la majoria dels repobladors foren polonesos.

## Ciutats agermanades
Ełk està agermanada amb:
- Lida
- Nettetal
- Nemenčinė
- Burlington, Vermont
- Galatone